# Jorge Hurtado Gumucio
Jorge Hurtado Gumucio (Oruro, 7 de agosto de 1948 - La Paz, 5 de abril de 2021) fue un psiquiatra, investigador y activista boliviano de la hoja de coca. Escribió libros y artículos obre la planta, produjo un documental y fundó el Museo de la Coca en La Paz.

## Trabajo y activismo
Jorge Hurtado estudió Medicina en la Universidad Mayor de San Andrés de La Paz y se desempeñó como psiquiatra e investigador de las propiedades medicinales de la hoja de coca y de las tradiciones y costumbres alrededor de ella. En 1996 fundó el Museo de la Coca en la Paz junto a la doctora Roxana Miranda Larrea.
 

Trabajó como psiquiatra en el Hospital Psiquiátrico de La Paz y se destacó por utilizar el masticado de hoja de coca en tratamientos para adictos a la cocaína y la pasta base. En una entrevista de 2004 dijo: 
Con hoja de coca podemos salvar a cocainómanos. El mascado de coca es la puerta de salida del adicto a la cocaína, al igual que la metadona lo es para el heroinómano. Aplico con éxito este tratamiento en Bolivia desde hace 20 años: antes de usar el mascado solo recuperábamos al 25% de los cocainómanos ¡y ahora recuperamos al 50%!
Sus investigaciones lo llevaron a exponer en distintos países del mundo. Fue secretario general de la Sociedad Boliviana de Psiquiatría, y fundador y exdirector de la Sociedad Boliviana de Psicoterapia. Murió a los 72 años a causa de complicaciones por Covid-19.

## Obra
- La leyenda de la coca (1995)